# Phạm Thành Lương
Phạm Thành Lương (sinh ngày 10 tháng 9 năm 1988) là một huấn luyện viên và cựu cầu thủ bóng đá người Việt Nam. Thời còn thi đấu, anh chơi ở vị trí tiền vệ trái. Hiện tại, anh đang là trợ lý huấn luyện viên của Công an Hà Nội.
Trưởng thành từ đội trẻ Hà Nội ACB, Thành Lương được đôn lên đội một vào năm 2006, cùng đội bóng này đoạt Cúp quốc gia 2008. Sau khi Hà Nội ACB giải thể, Lương chuyển sang thi đấu cho Hà Nội T&T. Tại đây, anh giành 5 chức vô địch V.League 1 (2013, 2016, 2018, 2019, 2022), 3 Cúp quốc gia (2019, 2020, 2022) và 4 Siêu cúp quốc gia (2018, 2019, 2020, 2022).
Ở cấp độ quốc tế, Thành Lương là thành viên đội tuyển quốc gia Việt Nam vô địch AFF Suzuki Cup 2008. Anh ra sân tổng cộng 74 trận và ghi được 6 bàn thắng cho đội tuyển trước khi giã từ sự nghiệp thi đấu quốc tế sau AFF Cup 2016.
Anh có biệt danh "Lương dị" bởi tài năng hiếm có và cái chân trái dị biệt (chân trái dài hơn chân phải 1 cm). Với 4 lần đoạt quả bóng vàng Việt Nam vào các năm 2009, 2011, 2014, 2016 và cũng là người đoạt danh hiệu này nhiều nhất, Phạm Thành Lương được đánh giá là một trong những cầu thủ xuất sắc nhất lịch sử bóng đá Việt Nam.
Ngày 6 tháng 9 năm 2023, Phạm Thành Lương chính thức giải nghệ sau 18 năm thi đấu chuyên nghiệp.

## Sự nghiệp

### Khởi đầu sự nghiệp
Phạm Thành Lương sinh ngày 10 tháng 9 năm 1988 tại xã Phù Lưu, huyện Ứng Hòa (nay là xã Hòa Xá), thành phố Hà Nội. Anh từng tham gia tập luyện ở đội bóng đá tỉnh Hà Tây trước khi gia nhập đội trẻ của câu lạc bộ Hà Nội ACB vào năm 15 tuổi.
Năm 2005, Lương cùng đội U-21 Hà Nội ACB tham dự giải bóng đá vô địch U-21 quốc gia tại Bình Định và đoạt hạng nhì cùng với danh hiệu cầu thủ xuất sắc nhất giải. Sau giải đấu đó, Thành Lương được đôn lên đội một Hà Nội ACB thi đấu tại V.League 1.

### Hà Nội ACB
Hà Nội ACB  là đội bóng giàu truyền thống nhất của bóng đá Thủ đô bởi họ được xem là "truyền nhân" của đội Công an Hà Nội , tuy nhiên thành tích thi  đấu của họ ở V-League lại khá bết bát. Sau khi vô địch giải Hạng Nhất Quốc gia 2010, Bầu Kiên đã nhanh chóng giữ chân Thành Lương và không chiêu mộ thêm bất kỳ ai trên thị trường chuyển nhượng dù có nền tảng tài chính khá vững mạnh. Ở Hà Nội ACB, Thành Lương được coi là sức sống của đội bóng. Thời gianHà Nội ACB đi xuống không phanh rồi bị rớt hạng năm 2009-2010 lại là giai đoạn Lương "dị" chơi thăng hoa và tạo được dấu ấn trên mọi giải đấu. Chính Thành Lương là nhân tố quan trọng nhất giúp đội bóng ngành ngân hàng của thủ đô sau 2 năm ngụp lặn ở giải hạng nhất trở lại V-League. Tuy vậy cũng vì phụ thuộc quá nhiều vào Thành Lương nên đã có lúc người ta nói vui, Hà Nội ACB là đội bóng của "Thành Lương và những người bạn". Lương "dị" có thể là cầu thủ tài năng, nhưng một cánh én không làm nên mùa xuân, anh đã không thể gồng gánh cả một đội bóng thiếu khát khao, đoàn kết. Thậm chí khi còn tại nhiệm, ông Henrique Calisto đã từng than vãn rằng: "Thành Lương khó phát triển tối đa tài năng nếu chỉ lao động ở môi trường thiếu chuyên nghiệp như Hà Nội ACB."
Chỉ một ngày sau khi Câu lạc bộ bóng đá Hà Nội trụ hạng thành công, mùa giải 2012 khép lại, bầu Kiên bị bắt vì kinh doanh trái phép. Nhận tin, Thành Lương và đồng đội vô cùng choáng váng, không tin vào tai mình.
Không còn bầu Kiên, Câu lạc bộ bóng đá Hà Nội mất nguồn kinh phí, đành phải bỏ không tham dự mùa giải 2013. Thành Lương cùng các đồng đội hoang mang cực độ vì không biết tương lai rồi sẽ ra sao. Câu lạc bộ bóng đá Hà Nội không dự giải nhưng không tuyên bố giải thể, do vậy cầu thủ không thể tự do đi tìm một bến đỗ mới, tuy vậy, nếu muốn được ra đi thì họ phải tự bỏ tiền chuộc mình hoặc kiếm mạnh thường quân chi tiền chiêu mộ, đây là điều không hề dễ dàng trong thời buổi kinh tế khó khăn, các ông bầu đều phải thắt lưng buộc bụng.
May mắn cho Thành Lương, đúng lúc tưởng chừng phải tạm nghỉ bóng đá ở nhà chăm con thì anh nhận được điện của bầu Hiển. Ông chủ tập đoàn T&T mê Thành Lương từ lâu nên không ngại ngần chi hơn 3 tỷ cho CLB BĐ Hà Nội để có được sự phục vụ của anh.

### Hà Nội T&T/Câu lạc bộ bóng đá Hà Nội
Đến với Hà Nội T&T, được thi đấu trong tập thể mạnh với những ngôi sao chất lượng nên Thành Lương được thể hiện những gì là tốt nhất của mình.

#### Mùa giải 2013: Chức vô địch đầu tiên cấp câu lạc bộ
Mùa bóng 2013, Lương "dị" dù chỉ ghi được 2 bàn thắng nhưng anh có nhiều đường kiến tạo cho các đồng đội lập công. Anh luôn là mắt xích quan trọng trong sơ đồ chiến thuật của HLV Phan Thanh Hùng nhờ sự đột biến trong cách chơi bóng.

#### Mùa giải 2014, 2015: Về nhì liên tiếp
Trong hai mùa V.League 2014 và 2015, Thành Lương chơi hay trong giai đoạn Hà Nội T&T tỏ ra hụt hơi trong cuộc đua đến ngôi vô địch với Becamex Bình Dương. Nhiều trận đấu, anh gây ấn tượng với những pha đi bóng đột phá, kiến tạo nhưng như thế là chưa đủ để Hà Nội T&T lên ngôi vô địch.

#### Mùa giải 2016-2023: Thành công vang dội với câu lạc bộ
Trong mùa giải 2016 đầy biến động, Thành Lương đã trở thành trụ cột không thể thiếu của câu lạc bộ, anh không chỉ là cầu thủ lớn trên sân cỏ mà còn là điểm tựa cho những cầu thủ trẻ mới được đôn lên như Hùng Dũng, Quang Hải, Văn Thành, giúp đội bóng tiến thẳng tới chức vô địch năm 2016 dù đội bóng có khởi đầu vô cùng tệ hại.
Mùa giải 2018, 2019, khi mà những ngôi sao trẻ đang bước vào độ chín cũng như gánh nặng tuổi tác, Thành Lương không còn ra sân một cách thường xuyên nhưng kinh nghiệm dày dạn và đẳng cấp của một ngôi sao là điều vô giá với những tài năng trẻ của câu lạc bộ.  Anh thường được tung vào sân để tạo sự đột biến, tạo nhịp độ thi đấu và trở thành điểm tựa vững chắc cho đồng đội, nhất là ở những trận đấu căng thẳng. Ngày 31 tháng 8 năm 2023, anh chính thức giải nghệ sau 18 năm thi đấu chuyên nghiệp.

## Sự nghiệp đội tuyển quốc gia
Cá nhân Thành Lương được huấn luyện viên Henrique Calisto triệu tập vào đội tuyển quốc gia Việt Nam chuẩn bị cho Giải vô địch bóng đá Đông Nam Á 2008. Tại giải đấu này, Lương thi đấu khá thành công và ghi 2 bàn thắng vào lưới Malaysia và Lào, góp phần cùng đội tuyển Việt Nam đoạt chức vô địch.
Thành Lương là đội trưởng đội tuyển U-23 Việt Nam tại SEA Games 26. Trong trận bán kết với U-23 Indonesia, anh bị thương ở đầu trong một pha tranh chấp bóng, được đưa nhập viện khẩn cấp sau khi trận đấu kết thúc và phải khâu 8 mũi.
Sau kỳ AFF Cup 2016 đáng thất vọng của đội tuyển Việt Nam (thất bại trước Indonesia với tổng tỷ số sau lượt trận bán kết là 3–4), Phạm Thành Lương chính thức chia tay đội tuyển Việt Nam sau 9 năm cống hiến, tổng cộng anh đã thi đấu 74 trận chính thức và ghi được 6 bàn thắng.
Năm 2019, huấn luyện viên Park Hang-seo ngỏ ý mời anh trở lại đội tuyển quốc gia, nhưng anh đã từ chối vì muốn giành cơ hội cho lớp trẻ đầy tài năng.

## Phong cách thi đấu
Thành Lương có cái chân trái khéo léo, dị biệt để dứt điểm hoặc tạt bóng trong khi chân phải rất khỏe để che chắn và giữ bóng. Anh thường di chuyển đột phá từ ngoài biên vào trung lộ rồi tung ra những đường chuyền quyết định hoặc những cú dứt điểm trái phá. Những pha di chuyển và dứt điểm như vậy thường được so sánh với tiền vệ tài hoa người Hà Lan Arjen Robben.

## Cuộc sống cá nhân
Cuối năm 2011, Phạm Thành Lương tổ chức đám cưới với bạn gái lâu năm Nguyễn Thanh Huyền. Hiện nay, cặp đôi đã có với nhau một trai và một gái.

## Thống kê sự nghiệp

### Quốc tế
| Đội tuyển quốc gia | Năm       | Trận | Bàn |
| ------------------ | --------- | ---- | --- |
| Việt Nam           | 2008      | 11   | 1   |
| Việt Nam           | 2009      | 4    | 0   |
| Việt Nam           | 2010      | 12   | 1   |
| Việt Nam           | 2011      | 5    | 1   |
| Việt Nam           | 2012      | 12   | 1   |
| Việt Nam           | 2013      | 6    | 0   |
| Việt Nam           | 2014      | 9    | 1   |
| Việt Nam           | 2015      | 2    | 0   |
| Việt Nam           | 2016      | 13   | 1   |
| Tổng cộng          | Tổng cộng | 74   | 6   |

### Bàn thắng quốc tế
Bàn thắng của đội tuyển Việt Nam được ghi trước.
| # | Ngày                 | Địa điểm                                                 | Đối thủ           | Bàn thắng | Kết quả | Giải đấu                          |
| - | -------------------- | -------------------------------------------------------- | ----------------- | --------- | ------- | --------------------------------- |
| 1 | 8 tháng 12 năm 2008  | Sân vận động Surakul, Phuket, Thái Lan                   | Malaysia          | 1–0       | 3–2     | AFF Suzuki Cup 2008               |
| 2 | 10 tháng 12 năm 2008 | Sân vận động Surakul, Phuket, Thái Lan                   | Lào               | 2–0       | 4–0     | AFF Suzuki Cup 2008               |
| 3 | 6 tháng 1 năm 2010   | Sân vận động Quốc tế Saida, Sidon, Liban                 | Liban             | 1–1       | 1–1     | Vòng loại Cúp bóng đá châu Á 2011 |
| 4 | 29 tháng 6 năm 2011  | Sân vận động Thống Nhất, Thành phố Hồ Chí Minh, Việt Nam | Ma Cao            | 4–0       | 6–0     | Vòng loại World Cup 2014          |
| 5 | 28 tháng 11 năm 2014 | Sân vận động Quốc gia Mỹ Đình, Hà Nội, Việt Nam          | Philippines       | 3–0       | 3–1     | AFF Cup 2014                      |
| 6 | 6 tháng 10 năm 2016  | Sân vận động Thống Nhất, Thành phố Hồ Chí Minh, Việt Nam | CHDCND Triều Tiên | 5–2       | 5–2     | Giao hữu                          |

#### U-23
| #  | Ngày                 | Địa điểm                                        | Đối thủ    | Bàn thắng | Kết quả | Giải đấu       |
| -- | -------------------- | ----------------------------------------------- | ---------- | --------- | ------- | -------------- |
| 1. | 7 tháng 11 năm 2009  | Sân vận động Quốc gia Mỹ Đình, Hà Nội, Việt Nam | Trung Quốc | 2–0       | 3–1     | VFF Cup 2009   |
| 2. | 11 tháng 12 năm 2009 | Sân vận động Quốc gia Lào, Viêng Chăn, Lào      | Campuchia  | 1–0       | 6–1     | SEA Games 2009 |
| 3. | 11 tháng 12 năm 2009 | Sân vận động Quốc gia Lào, Viêng Chăn, Lào      | Campuchia  | 3–0       | 6–1     | SEA Games 2009 |
| 4. | 19 tháng 10 năm 2011 | Sân vận động Quốc gia Mỹ Đình, Hà Nội, Việt Nam | Myanmar    | 4–0       | 5–0     | VFF Cup 2011   |
| 5. | 19 tháng 10 năm 2011 | Sân vận động Quốc gia Mỹ Đình, Hà Nội, Việt Nam | Myanmar    | 5–0       | 5–0     | VFF Cup 2011   |
| 6. | 12 tháng 11 năm 2011 | Sân vận động Lebak Bulus, Jakarta, Indonesia    | Brunei     | 4–0       | 8–0     | SEA Games 2011 |

## Thành tích

### Câu lạc bộ
Hà Nội ACB
- V.League 2: 2010
- Cúp quốc gia: 2008
- Á quân Siêu cúp quốc gia : 2008
- Á quân Giải bóng đá vô địch U-21 quốc gia: 2005

Hà Nội
- V.League 1: 2013, 2016, 2018, 2019, 2022
- Cúp quốc gia: 2019, 2020, 2022
- Siêu cúp quốc gia: 2018, 2019, 2020, 2022

### Quốc tế
U-23 Việt Nam
- Huy chương bạc Đại hội Thể thao Đông Nam Á: 2009
- VFF Cup: 2009

Việt Nam
- Giải vô địch bóng đá Đông Nam Á: 2008
- Á quân VFF Cup: 2008

### Cá nhân
- Cầu thủ xuất sắc nhất Giải bóng đá vô địch U-21 quốc gia: 2005
- Quả bóng vàng Việt Nam: 2009, 2011, 2014, 2016
- Quả bóng bạc Việt Nam: 2010
- Cầu thủ trẻ xuất sắc nhất Việt Nam: 2008